# Jan Hellich
Jan Hellich (19. ledna 1850, Poděbrady – 30. září 1931, Poděbrady) byl farmakolog, přírodovědec, archeolog, zakladatel muzea, vlastivědný pracovník a starosta v Poděbradech.

## Život

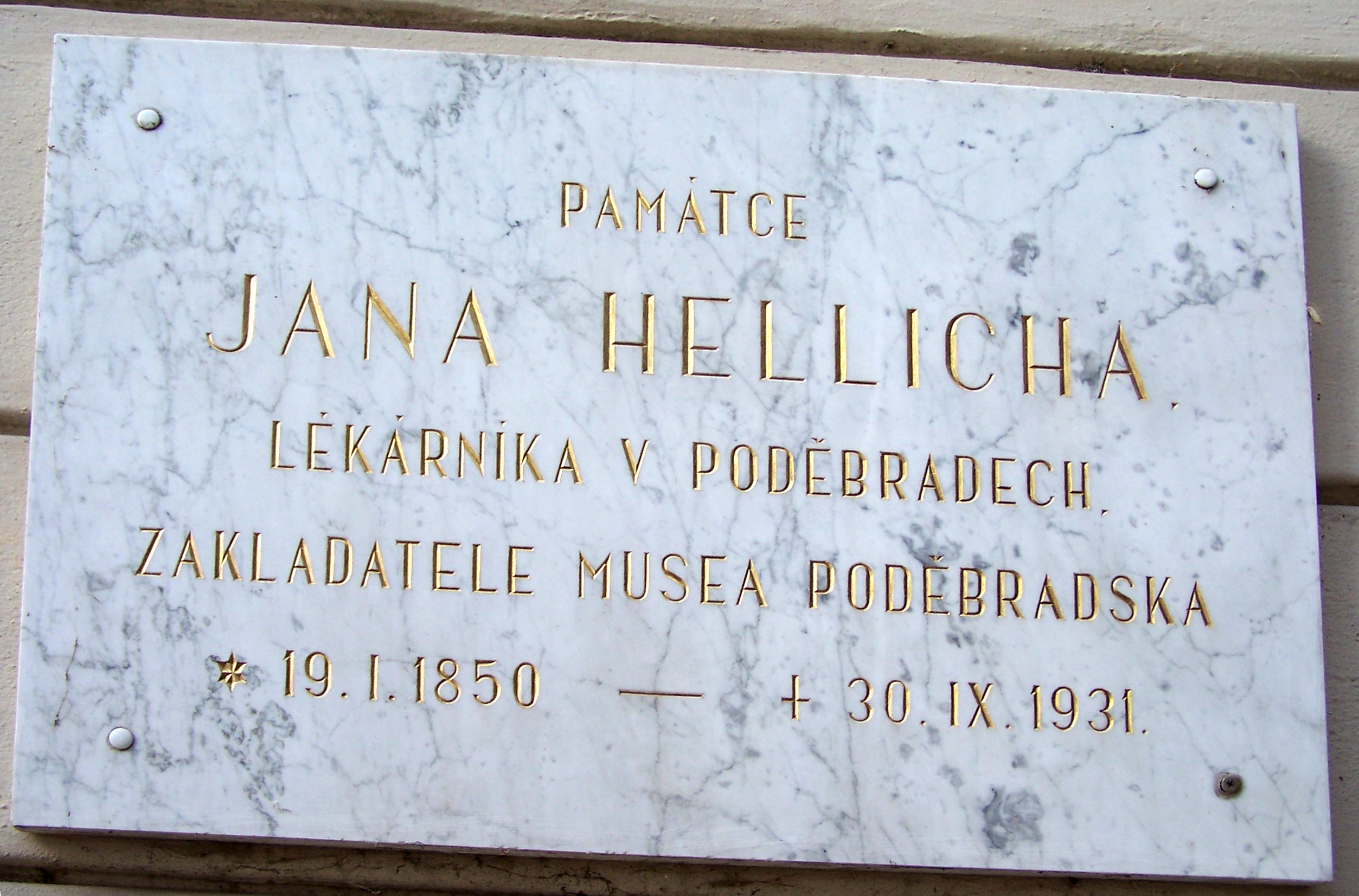
Poděbrady: pamětní deska Jana Hellicha

Jan Hellich studoval na pražském Akademickém gymnáziu a jako dědic rodinné lékárny v Poděbradech vystudoval farmacii na pražské univerzitě. Byl synovcem malíře a kustoda Národního muzea Josefa Vojtěcha Hellicha a zajímal se o další vědní obory, zejména o archeologii. Od roku 1889 se podílel na archeologickém výzkumu Poděbradska a publikoval v odborných časopisech Památky archeologické a místopisné a Prehistorický obzor. Byl spolupracovníkem a blízkým přítelem zakladatele české archeologie Josefa Ladislava Píče. Zasedal v poděbradské městské radě (od roku 1877), v okresní radě (1891–1919) a v letech 1883–1896 byl starostou Poděbrad.
Byl předsedou Občanské záložny a předsedou Spolku pro postavení jezdecké sochy krále Jiřího z Poděbrad. V roce 1902 založil okresní muzeum v Poděbradech. Základem se stala jeho rozsáhlá sbírka archeologických a přírodovědných nálezů i národopisných památek. Shromáždil a zpracoval také velké množství písemností z městských a zámeckých archivů.
Byl členem Přírodovědeckého a Archeologického sboru Národního muzea a Archeologické komise České akademie věd a umění a Kruhu pro pěstování dějin umění. V letech 1912–1913 vykonával funkci inspektora pravěké sbírky Národního muzea, roku 1916 se stal předsedou prehistorické sekce archeologického sboru Národního muzea. Během války vedl v letech 1916–1918 na Poděbradsku a Nymbursku dokumentační a záchranné práce při rekvizicích zvonů. Jako památkář byl v letech 1908–1931 státním konservátorem. Byl zvolen prvním předsedou v roce 1919 nově založeného Svazu československých museí.
Byl také redaktorem Věstníku Poděbradska a připravoval obsáhlé dílo Paměti města a bývalého panství poděbradského, ve kterém shromáždil poznatky o topografii a historii jednotlivých domů.

## Dílo
- Hellich, J. 1892: Archeologický výzkum ve středních Čechách, Památky Archeologické 15, s. 689–704
- Hellich, J. 1897: Archeologický výzkum ve středních Čechách, Památky archeologické 18, 671–694
- Hellich, J. 1901: Libice, knížecí sídlo Slavníkovo. Zvláštní otisk z Historických rozhledů. Poděbrady
- Hellich, J. 1906: Pravěk, in: „Poděbradsko“, obrazu minulosti i přítomnosti, Poděbrady
- Jan Hellich, 1915, Žárové hroby mladšího období římského u Piněva blíže Poděbrad, Praha
- Jan Hellich, 1919 Žárové hroby typu lužického v Pečkách na dráze [3]
- Jan Hellich, Příběhy havéřovského kostelíčka Nanebevzetí P. Marie za mostem v Poděbradech, Poděbrady 1922
- Hellich J., Průvodce sbírkami Hellichova muzea v Poděbradech, Poděbrady 1931
- Další díla [4]